# Parafia Matki Bożej Częstochowskiej w Turośli
Parafia Matki Bożej Częstochowskiej w Turośli – parafia rzymskokatolicka, znajdująca się w diecezji ełckiej, w dekanacie Pisz.